# 似长石
似长石（feldspathoid）是一组类似长石，但结构不同，二氧化硅含量低得多的网硅酸盐矿物。它们出现在罕见的火成岩中，通常在主要含石英的岩石中找不到，但一则值得注意的例外是，在红山岩（Red Hill Syenite）正长岩中同时发现了似长石和含石英岩石。
福伊德（Foid），似长石一词的缩写，适用于任何含有高达60%似长石矿物形态的火成岩，
例如，一块存在大量霞石的正长岩可称为含霞石正长岩或霞石正长岩，霞石一词可被任何福伊德矿物替代。此类术语应用于火成岩的斯特列凯森（QAPF）分类。

## 似长石矿物
- 阿钙霞石-网硅酸盐矿物
- 方沸石-网硅酸盐矿物
- 钙霞石-似长石矿物
- 原钾霞石-玻璃质白色至灰色似长石矿物
- 白榴石-钾和铝网硅酸盐矿物
- 霞石-二氧化硅不饱和硅酸铝矿物
- 透锂长石-硅酸盐矿物，用于陶瓷上釉。
- 方钠石族
  - 蓝方石
  - 青金石——架狀矽酸鹽礦物
  - 黝方石
  - 方钠石——架状硅酸盐矿物
- 硅铍铝钠石